# Святобор I (князь Поморский)
Святобор I (пол. Świętobor pomorski; умер в 1107) — князь Померании конца XI — начала XII века.

## Жизнеописание
Представитель династии Грифичей. Сын или внук померанского князя Земомысла. О начале его правления нет сведений. Продолжая политику своего предшественника, признавал верховенство Священной Римской империи. Вероятно, пытался освободиться от зависимости со стороны Польского королевства.
Польский хронист XII века Галл Аноним сообщал, что померанский князь Святобор был отстранен от власти и заключен в тюрьму. Ему на помощь прибыл его родственник, польский князь Болеслав III Кривоустый. В 1105/1106 году поморяне освободили из заключения Святобора, а польский князь вернулся домой. Больше никаких источников о дальнейшей судьбе князя Святобора нет.
Скорее всего, владения князя Святобора находились в Западной Померании (под Колобжегом или дальше на запад), граничивший с Любушской землей, входившей в состав Польши.
Святобор мог быть потомком князя Померании Земомысла (упоминается в 1046 году). По мнению ряда историков Святобор был предком западно-поморского рода Святоборочей, боковой ветви померанской династии Грифичей. Первые князья Померании — Вартислав I и Ратибор I были близкими родственниками Святобора, как Святополк Гданьский, который, согласно Галлу Анониму, был родственником польского князя Болеслава Кривоусого. До недавнего времени самой популярной была гипотеза о том, что его предком был князь Гданьский, упоминаемый в легенде о Святом Войцехе. Этот князь должен был жениться на представительнице династии Пястов. Медиевист Герард Лябуда решительно отверг последнюю гипотезу родства Святобора с польской княжеской династии Пястов.
В новейшей польской историографии доминирует мнение, что Земомысл, Святобор и Святополк были потомками одного из младших единокровных братьев польского короля Болеслава Храброго — Святополка (по мнению Эдварда Римара) или Лямберта (по гипотезе Блажея Сливинского и Юзефа Добоша).
Согласно историографии XIX века, Святобор, вероятно, был отцом померанских князей Вартислава I, Святополка I и Ратибора I. Специалист по генеалогии Эдвард Римар в Родоводе поморских князей частично отверг эту гипотезу. Святобор Поморский скончался в 1107 году.